# Psychotria augagneurii
Psychotria augagneurii är en måreväxtart som beskrevs av Bénédict Pierre Georges Hochreutiner. Psychotria augagneurii ingår i släktet Psychotria och familjen måreväxter. Inga underarter finns listade i Catalogue of Life.